# Yubisaki Milktea
Yubisaki Milktea (jap. ゆびさきミルクティー Yubisaki Milk Tea) ist eine Manga-Serie von Tomochika Miyano, die von 2002 bis 2010 in Japan erschien. Der Shōnen-Manga erzählt von einer Dreiecksbeziehung zwischen zwei Mädchen und einem Oberschüler, der seine Vorliebe für Crossdressing entdeckt. Er wurde unter anderem ins Deutsche übersetzt.

## Inhalt
Die ältere Schwester des Oberschülers Yoshinori Ikeda (池田 由紀) überzeugt ihn, für sie als Model einspringen, damit sie auf ein Date gehen kann. Schließlich hat er auch schon ihrem Fotografen ausgeholfen. So übernimmt er Miki Ikedas (池田 未記) Job und modelt für Brautmode. Dabei entdeckt er seine Vorliebe für Crossdressing. Er kleidet er sich nun immer wieder gern in Frauenkleidern und fotografiert sich. Vor seinem Umfeld hält er das jedoch geheim und ist ständig besorgt, dass andere seine Vorliebe herausfinden. Das Nachbarsmädchen Hidari Morii (森居 左), das er seit der Kindheit kennt, erkennt ihn auch nicht, als er sie in Frauenkleidern trifft. Bei der Begegnung nimmt er für diese Rolle den Namen „Yuki“ an. Doch als Yoshinori es bei seiner Klassenkameradin Minamo Kurokawa (黒川 水面) versucht, durchschaut sie ihn sofort. Sie zieht ihn damit auf, aber traut sich auch, sich ihm in dieser Rolle zu öffnen. Denn dem klugen Mädchen, das auch Klassensprecherin ist, fällt es sonst schwer, mit Jungs zu reden. Sie gilt daher als arrogant und Männerhasserin. Yoshinori war schon seit einiger Zeit heimlich in sie verliebt. In der Mädchenrolle traut er sich, ihr seine Gefühle zu gestehen. Es entwickelt sich eine Beziehung zwischen den beiden, in der Minamo aber darauf besteht, dass Yoshinori nur in seiner Rolle als Mädchen mit ihr zusammen ist. Bald gesteht Hidari „Yuki“ ihre Liebe und Yoshinori merkt, dass er auch für das süße Mädchen etwas übrig hat. Da Hidari von Minamo Nachhilfe bekommt, kennen sich die beiden Mädchen auch noch, mit denen Yoshinori in ein Liebesdreieck geraten ist.

## Veröffentlichungen
Der Manga erschien zunächst ab Dezember 2002 in Einzelkapiteln im Magazin Young Animal beim Verlag Hakusensha. Im März 2010 wurde die Serie darin abgeschlossen. Der Verlag brachte die Kapitel auch gesammelt in zehn Bänden heraus. Eine deutsche Fassung erschien von Januar 2006 bis Juli 2011 vollständig bei Egmont Manga. Die Übersetzung stammt von Claudia Peter. Auf Englisch erschien die Serie bei Tokyopop und auf Chinesisch bei Ever Glory Publishing.
In Japan erschien im Juli 2004 ein Hörspiel zum Manga auf CD.

## Rezeption
Die Geschichte sei insgesamt gut geschrieben, stolpere aber im ersten Band zunächst sehr und müsse sich danach erst wieder ordnen, so Jason Thompson. Der Manga stelle Crossdressing auf ungewöhnliche, halb-realistische Weise dar und zeige einen ehrlichen Blick auf die Grenze zwischen Identität und sexueller Anziehung. Der für Shōnen-Manga typische „Brüste-und-Höschen-Fanservice“ sei selten, aber die Serie sexualisiere ihre Charaktere auf subtilere Weise, ähnlich wie es der Begriff Moe beschreibt. Die Zeichnungen seien einzigartig, realistisch aber weich und geschmackvoll.
Mit Yoshinoris zweiter Rolle als Yuki gewinne die eigentlich altbekannte Geschichte um eine Dreierbeziehung ein völlig neues Element, so die MangasZene. Und dieses Element sei der Katalysator für die weiteren Ereignisse. Mit der Thematik des Crossdressings werde erfreulich sachlich und ehrlich umgegangen. So sei Yuki nicht aufgetakelt, sondern natürlich. Die Reaktionen auf sie reichten von Akzeptanz bis deutlicher Ablehnung. „Hinzu kommen wunderschöne Bilder mit Charakteren, die sich immer sehr gut auseinanderhalten lassen und durch Körpersprache, Kleidung und Frisur zusätzliche Tiefe erhalten, sowie eine Prise Erotik.“